# 贝蒂·阿巴赫
贝蒂·阿巴赫（Betty Abah，1974年3月4日—），尼日利亚记者、作家，妇女和儿童权益活动家。她是CEE HOPE的创始人和执行董事，该组织是设在拉各斯州的女童权利和发展非营利组织。

## 生平
贝蒂出生于尼日利亚中部的贝努埃州奥图克波。她在卡拉巴尔大学获得英语和文学研究学位，并在拉各斯大学获得英语文学的硕士学位。毕业后，她在贝努埃州马库尔迪《声音报》工作，之后在《新闻观察》和《倾诉》（Tell Magazine）杂志社工作，之后担任阿尔弗雷德·弗利特基金会研究员，在美国科罗拉多州《洛基山新闻》工作。她还撰写了《破碎锁链之声》、《去告诉我们的国王》和《众生之母》等书。在2013年12月成立CEE-HOPE之前，贝蒂曾在环境权利行动和尼日利亚地球之友工作。

## 行动
贝蒂·阿巴赫参与到一些案件，为其中侵犯人权的事件从事辩护活动。其中包括为释放被尼日利亚东北部博科圣地恐怖分子绑架的奇博克女学生的行动；维护尼日尔三角洲妇女环境权利的运动；拯救被民团折磨的拉各斯埃吉博的三名妇女案件；埃塞·奥鲁鲁被绑架案等。2019年，在拉各斯举行的月经卫生日活动上，贝蒂主张向妇女和女孩免费发放卫生巾。她表示政府既然为安全性行为免费提供避孕套，也应向有需要的妇女和女孩提供卫生巾。